# Tomba del Topolino
Die Tomba del Topolino („Grab der Maus“), auch Tomba 494, ist ein ausgemaltes etruskisches Kammergrab, das im Jahr 1881 entdeckt wurde. Das Grab befindet sich in der Monterozzi-Nekropole bei Tarquinia und datiert um 520 v. Chr.  Namensgebend für das aus nur einer Kammer bestehende Grab ist ein Detail, das eine Maus auf einem Baum zeigt. Eine andere bemerkenswerte Darstellung ist ein fliegender Phallus mit Flügeln. Ansonsten finden sich auf den Wänden vor allem stilisierte Bäume und Tiere, aber keine Menschen. Die Rückwand zeigt eine gemalte Tür. Nur auf der Rück- und der Eingangswand sind noch figürliche Darstellungen von Bankettszenen im Giebelfeld angebracht.